# Fagocyba inquinata
Fagocyba inquinata är en insektsart som först beskrevs av Ribaut 1936.  Fagocyba inquinata ingår i släktet Fagocyba och familjen dvärgstritar. Inga underarter finns listade i Catalogue of Life.